# Villa Boissière
Pour les articles homonymes, voir Boissière.
La villa Boissière est une voie du 16e arrondissement de Paris, en France.

## Situation et accès
La villa Boissière est une voie située dans le 16e arrondissement de Paris. Elle débute au 29, rue Boissière et se termine en impasse.

## Origine du nom
Son nom — ainsi que celui de la rue Boissière — provient de son voisinage avec l'ancienne Croix Boissière, une croix ornée de buis les jours de fête, comme le dimanche des Rameaux.

## Historique
Cette voie a été ouverte en 1890 sous le nom de « villa Michon » avant de prendre sa dénomination actuelle et d'être ouverte à la circulation publique par un arrêté du 23 juin 1959.